# 5866 Захсен
5866 Захсен (5866 Sachsen) — астероїд головного поясу, відкритий 13 серпня 1988 року.
Тіссеранів параметр щодо Юпітера — 3,319.